# Осма конференција загребачке организације КПЈ
Осма конференција загребачке организације Комунистичке партије Југославије одржана је у гостионици на Пантовчаку у Загребу у ноћи са 25. на 26. фебруар 1928. године.
Конференција је била значајна по томе што је на њој победила линија против фракционаштва у КПЈ и подржан је предлог да се упути писмо Коминтерни, која би својим ауторитетом утицала на нестанак фракционаштва.

## Припреме за конференцију
У току 1927. и 1928. године, најјаче упориште антифракцијске струје унутар КПЈ постала је загребачка партијска организација, која је била једна од најјачих организација КПЈ у Југославији. У свом „Образложењу спора у КПЈ“, написаном за Коминтерну у јануару 1928. године, Ђуро Ђаковић је дао анализу фракцијских сукоба у КПЈ, изложивши критици и десницу и левицу и тражећи да се активише партијско чланство на конкретним питањима политичког живота.
У оквиру припрема за Осму конференцију загребачке партијске организације дошло је до расцепа у Месном комитету поводом извешћа већине његових чланова, коју су чиниле присталице левице и који су се супротстављали захтевима да се осуди не само десница, него и левица и критички преиспитају политичке погрешке и једне и друге фракције.

## Рад конференције
Конференција је започела с радом 25. фебруара увече, уз учешће 29 делегата партијских ћелија као и представника Централног комитета КПЈ и Коминтерне, а на њој су поднесена два извештаја. У име антифракцијске мањине у Месном комитету посебан извештај поднео је његов организациони секретар Јосип Броз, који је изражавао опште антифракцијско расположење у месним и покрајинским организацијама Независних синдиката. Броз је подвргао критици фракцијаштво, секташтво и котеријаштво у раду КПЈ у целини, те је једину могућност сузбијања фракционаштва видео у њеном практичном раду у масама, повезивању с индустријским радницима и подизању идеолошког нивоа партијског чланства.
На Конференцији је усвојен извештај Јосипа Броза, и он је изабран за политичког секретара новог Месног комитета. У резолуцији Конференције одобрен је његов иступ као корак неопходан у борби за сређивање стања у руководству ове партијске организације и у ЦК КПЈ. Делегати конференције су у том духу усвојили и посебне директиве свом делегату за предстојеће саветовање у Извршном комитету Коминтерне о стању у руководству КПЈ, по садржају супротне директивама које је крајем 1927. био усвојио ЦК КПЈ.
Оцењена је политички штетном активност и десне и леве фракције. Прва је осуђена зато што је покушала да националну борбу пренесе у синдикални покрет, настојећи да се у свом раду што више стави изнад партије, а друга јер није успела да активише КПЈ и организује ниједну централизовану акцију чак ни за изборе, нити је своју правилну политичку линију користила за правовремено реаговање партије на важне политичке одгађаје, него се ограничила на борбу у вођству уместо да ту линију пренесе у масе. Предложено је да се КПЈ организационо учврсти, између осталог да се створи једно способно нефракцијско Централно руководство.
Одлуке Осме конференције загребачке партијске организације биле су клица нове партијске политике и нових метода рада, усмерених против опортунизма и секташтва унутар КПЈ.